# Deplacementsfart
Deplacementsfart eller skrovhastighet är den hastighet vid vilken en båts bogvågs våglängd motsvarar båtens längd i vattenlinjen. Då en deplacerande (icke-planande) båt närmar sig eller överskrider skrovhastigheten ger högre motoreffekt allt mindre ökning av hastigheten.
Vågors fart genom vattnet är proportionell mot kvadratroten ur våglängden. Då en båt ökar sin fart kommer de vågor båten åstadkommer att växa i längd, så att våglängden fortfarande motsvarar farten. Så småningom kommer avståndet mellan bogvågen (som uppkommer genom att båten skjuter undan vatten framför sig) och aktervågen (som uppkommer då vattnet återvänder bakom båten) att vara exakt en våglängd, varvid båten befinner sig i vågdalen mellan dessa vågor. För att öka farten över deplacementsfarten måste en båt klättra allt högre upp på eller skära allt längre in i bogvågen och lämna aktervågen bakom sig.
Skrovhastigheten (i knop) kan beräknas genom formeln:
{\displaystyle V_{hull}=2.427{\sqrt {L_{wl}}}}
Där Lwl är längden av båtens vattenlinje i meter. Till exempel 5,3 knop vid 5 meter (t.ex. roddbåt, kanot etc) och 24,3 knop vid 100 meter (fartyg).
Skrovhastigheten utgör ingen absolut gräns för hur snabbt en båt kan köra, men vanligen planeras deplacerande båtar för marsch- och toppfart nära skrovhastigheten, då bränsleåtgången annars blir oacceptabelt stor. Halvplanande båtar kan planeras för ungefär dubbla skrovhastigheten. Planande båtar har en skrovform som lyfter båten ur vattnet vid högre fart, varvid behovet av tilläggsenergi för att ytterligare öka farten sjunker väsentligt.
Sambandet mellan ekonomisk marschfart och båtens längd är komplicerat. Deplacerande båtar avsedda att gå snabbt är ofta långa (lång vattenlinje) och smala (lite vatten behöver trängas undan), men de kan också ha till exempel tvär akter för att lättare lämna aktervågen. En bärande akter (möjligen med hjälp av bärplan) kan hjälpa att göra båten halvplanande.
För segelbåtar gäller att lång vattenlinje vanligen ger högre fart, vilket beror på att vattenmotståndet baseras på tvärsnittet (djup*bredd), vilket är direkt kopplat till vikt per meter via Archimedes princip. En längre båt kan ta större segel i och med större vikt, utan att vikt per meter dvs tvärsnitt ökar. Vid låga farter, där friktionen dominerar över vågbildningsmotståndet, är det däremot fördelaktigt att ha liten våtyta, varför skrovformen ofta är sådan att längden i den faktiska vattenlinjen ökar då svallvågorna växer. Vid farter över deplacementsfarten är längden mindre väsentlig.